# Procerura fusca
Procerura fusca är en urinsektsart. Procerura fusca ingår i släktet Procerura och familjen Isotomidae.

## Underarter
Arten delas in i följande underarter:
- P. f. fusca
- P. f. pallida